# Первое восстание Пеции
Первое восстание Пеции (серб. Прва Пецијина буна), называемое в историографии как Крестьянское восстание Пеции (серб. Пецијина сељачка буна), Костайницкое восстание и Первое Кнешпольское восстание (серб. First Knešpolje Revolt); а среди местных жителей известное в Костайнице как Восстание Пеции (серб. Пецијина буна), в Бихаче — Долянское восстание (серб. Дољанска буна) — восстание, поднятое в Кнешполе сербским гайдуком Петром Поповичем-Пецией против турецкого владычества и продолжавшееся с июня по декабрь 1858 года. Восстание вошло в число сербских народно-освободительных выступлений против Османской империи. Закончилось поражением и разгромом всех восставших.

## Предыстория
За год до выступления Пеции в 1857 году восстание поднял Лука Вукалович в Герцеговине, которое продолжилось и на следующий год: в Градачаце был поднят бунт Проты Аврамовича.

## Восстание
В середине 1858 года в северо-западной части Боснии сербы подняли ещё одно восстание против угнетавших их турок. В Иваньске, в Босанске-Крупе против турецкого владычества выступили прихожане Римско-католической церкви. Начавшаяся перестрелка с турками привела к тому, что за оружие взялись и жители соседних деревень, решительно настроенные бороться против турецкого «зулума». В июне 1858 года восстание охватило и Кнешполе. Лидерами стали Петр Попович-Пеция, Петар Гарача, Симо Чосич и Ристо Еич. В Кнешполе проживали преимущественно православные сербы, мусульмане жили преимущественно в городах. 20 июня восставшие выбили мусульман в Нови-Град, около 600 человек собрались у Нови-Града, чтобы атаковать город. Пеция и Гарача собрали 3 тысячи человек, которые вошли в Иваньску на помощь восставшим. 4 июля в битве при Долянах у Бихача было убито 100 турок, после чего Еич вышел на территории Австрии, чтобы провести переговоры с австрийцами и убедить их выслать помощь местным жителям, борющимся против турецкого владычества. 15 июля состоялась битва у Иваньского ущелья, где сражались Пеция и Гарача. Восставшие были разгромлены, Пеция и Гарача увели выживших в Кнешполе для последнего боя.
Турецкие войска получили тем временем подкрепления ото всей Боснии и 21 июля вступили в битву при Тавии. Около тысячи восставших не смогли сдержать турецкий натиск, и многие отступили в Австрию. Оставшиеся дрались у деревни Кулян на следующий день: Пеция и Гарача также решили отступить в Австрию, но австрийцы выдали обоих турецкому правительству. В ходе последующего боя Пеция и Гарача всего с 300 бойцами прорвали турецкое кольцо окружения и убежали на гору Просар. В течение следующих месяцев Пеция и Гарача вели партизанскую войну в Кнешполе, однако и она была вскоре закончена: в декабре Гарача погиб у Костайницы, а Пеция всё же сбежал в Австрию, где его опять выдали туркам за сумму в 5 тысяч грошей. Пеция предстал перед судом в Стамбуле за убийство 98 турецких жителей и был приговорён к смерти, приговор должны были привести в исполнение в Боснийском эялете. Однако Пеция сбежал во время перехода через Ужице и укрылся в Княжестве Сербии.